# Tanja Starič
Tanja Starič, slovenska novinarka in televizijska voditeljica, * 2. april 1962, Novo mesto
Tanja Starič je bila med letoma 2002 in 2006  odgovorna urednica Informativnega programa Televizije Slovenija, kasneje časopisna novinarka pri časniku Delo in urednica notranjepolitičnega uredništva na Prvem programu Radia Slovenija. Trenutno je ena od voditeljev večerne informativne oddaje Odmevi na TV Slovenija. Skupaj z radijskim novinarjem Alešem Kocjanom pripravljata podkast Umetnost možnega.
Leta 1991 je bila izbrana za Slovenko leta.